# Robert Holzer (Sänger)
Robert Holzer (* 8. Mai 1963 in Waldhausen, Oberösterreich) ist ein österreichischer Opernsänger (Bass).

## Leben
Robert Holzer studierte an der Bruckneruniversität Linz bei Gertrud Schulz und am Mozarteum Salzburg bei Rudolf Knoll. Seine Karriere begann mit einem ersten Preis beim Bundesjugendwettbewerb von Österreich und seinem Debüt an der Wiener Kammeroper. Danach war er Ensemblemitglied am Stadttheater Bern. In der Spielzeit 1989/90 sang er dort den Wassermann in einer Rusalka-Neuinszenierung (Regie: Klaus Froboese) und war, einer zeitgenössischen Opernkritik zufolge, in der Rolle „eine Entdeckung“. Es folgten internationale Gastverträge.
In der Saison 1991/92 debütierte er als Polizeikommissär in Der Rosenkavalier an der Wiener Staatsoper, wo er im Juni 1992 (in Baal von Friedrich Cerha) und im Jänner 1994 (als Schtschelkalov in Boris Godunow) noch weitere kleine Partien sang. In der Spielzeit 1992/93 sang er Stadttheater Koblenz den Mephisto in Margarethe. In der Spielzeit 1993/94 übernahm er am Opernhaus Dortmund den Baron Ochs auf Lerchenau in Der Rosenkavalier. 1995 gastierte er als Teiresias in Oedipus Rex in Madrid bei Aufführungen im Teatro de la Zarzuela. Von 1996 bis 2000 war er als erster seriöser Bass am Nationaltheater Mannheim tätig. In der Spielzeit 1997/98 sang er im Rahmen der Kasseler Musiktage am Staatstheater Kassel in einer Inszenierung von Beethovens Fidelio-Urfassung Leonore.
Sein Repertoire umfasste im italienischen und deutschen Fach von Figaro (Le nozze di Figaro), Philipp (Don Carlos), Sarastro (Die Zauberflöte), Rocco (Fidelio), La Roche (Capriccio) bis Baron Ochs (Der Rosenkavalier) zahlreiche große Partien. Holzer interpretierte außerdem das Wagner-Fach mit Rollen wie Landgraf (Tannhäuser, u. a. in der Spielzeit 1993/94 am Staatstheater Braunschweig), Gurnemanz (Parsifal), Fasolt und Hunding (Der Ring des Nibelungen) sowie König Heinrich (Lohengrin), welchen er in der Regie von Peter Konwitschny am Gran Teatre del Liceu in Barcelona sang.
Holzer hatte Auftritte in Amsterdam, Athen, Buenos Aires, Brüssel, Catania, Lissabon, Madrid, Monte Carlo, am Metropolitan Theatre Seoul, Palermo, Rom, Turin, Santiago de Chile und beim Wexford Festival. Er arbeitete mit den Dirigenten Christian Arming, Dennis Russell Davies, Sylvain Cambreling, Ádám Fischer, Rafael Frühbeck de Burgos, Leopold Hager, Nikolaus Harnoncourt, Thomas Hengelbrock, Jan Latham-König, Jun Märkl, Peter Schneider, Michael Schønwandt, Bernhard Sieberer, Horst Stein, Pinchas Steinberg, Marcello Viotti, Lothar Zagrosek, Hans Wallat und Franz Welser-Möst. Außerdem war er Gast bei internationalen Festivals und Konzertsälen von Amsterdam, Berlin, Madrid, München, Salzburg, Warschau, Wien, Zürich, New York und Japan, wo er die 8. Sinfonie von Gustav Mahler und das Brahms-Requiem mit dem New Tokyo Philharmonic Orchester sang. Holzer konzertierte mit den Wiener Symphonikern, dem Concertgebouw-Orchester Amsterdam, dem Orquesta Nacional de España, dem London Philharmonic Orchestra und den Berliner Philharmonikern.
Seit der Saison 2006/07 lehrt Holzer an der Anton Bruckner Universität Linz in den Interpretationsfächern Lied, Oratorium und Opernschule. Seit 2011 ist er Institutsdirektor der Abteilung Gesang und Musiktheater.
Die wichtigsten Werke seiner Diskographie sind Ludwig van Beethoven (9. Sinfonie), Jean Françaix (L'Apocalypse de Saint-Jean), Georg Friedrich Händel (Der Messias), Joseph Haydn (Die Schöpfung, Messen), Wolfgang Amadeus Mozart (Die Zauberflöte, Requiem und Messen), Franz Schmidt (Das Buch mit sieben Siegeln) und Lieder von Robert Schumann, Hugo Wolf und Hans Pfitzner sowie eine Einspielung von Bruckner-Liedern und einer CD mit Ensembles von Franz Schubert.

## Diskografie
- F. Schubert: Mehrstimmige Gesänge (U. Langmayr, M. Seelinger, H. Lippert, R. Holzer, Th. Kerbl)
- L. v. Beethoven: 9. Symphonie (Naxos) (Dir.: Richard Edlinger)
- Max Brand: Maschinist Hopkins, Gesamtaufnahme, (ORF Wien) (Dir.: Peter Keuschnig)
- M. Bruch: Odysseus,  Gesamtaufnahme (NDR-Hannover) (Dir.: Leon Botstein)
- A. Bruckner: Geistliche und weltliche Lieder (Bruckners Vokalwerk Vol.3 Th. Kerbl, Klavier)
- A. Bruckner: Messe in f-moll,  Württembergische Philharmonie Dir.: R. Paternostro
- A. Bruckner: Messe in d-moll, Württembergische Philharmonie Dir.: R. Paternostro
- J. Francaix: L'Apocalypse selon St. Jean (Wergo) (Dir.: Christian Simonis)
- J. Haydn: Die Schöpfung (Dir.: Erwin Ortner, Concentus musicus, Arnold-Schönberg-Chor)
- J. Haydn: Nelson Messe (Naxos) Dir.: Bela Drahos
- G. Mahler: Sinfonie Nr. 8 (New Tokio Philharmonic, Cir. Chr. Arming)
- J. M. Malzat: Requiem solenne, Missa solemnis (Tiroler Musikforschung) (Dir.: Bernhard Sieberer)
- W. A. Mozart: Missa Solemnis (Naxos) Dir.: Michael Halasz
- W. A. Mozart: Die Zauberflöte, Gesamtaufnahme, (Naxos), (Dir.: Michael Halasz)
- F. Schmidt: Das Buch mit sieben Siegeln (Weltbild Verlag) (Dir.: Horst Stein, Wiener Symphoniker)
- R. Schumann: Lieder nach Texten von Joseph von Eichendorff (Preiser Records) von H. Wolf, H. Pfitzner (Robert Holzer, Baß; Thomas Kerbl, Klavier)
- F. Mendelssohn-Bartholdy: Paulus (Dir.: U. Chr. Harrer)
- Wo die Seele Wellen schlägt/Musik und Literatur aus dem Salzkammergut: CD zur OÖ Landesausstellung
- V. Ullmann: Der Kaiser von Atlantis (DVD), Dir.: Peter Keuschnig – Styriarte Graz
- Weber/Mahler: Die drei Pintos (Naxos) Dir.: P. Arrivabeni – Wexford Operafestival